# Karttikeya

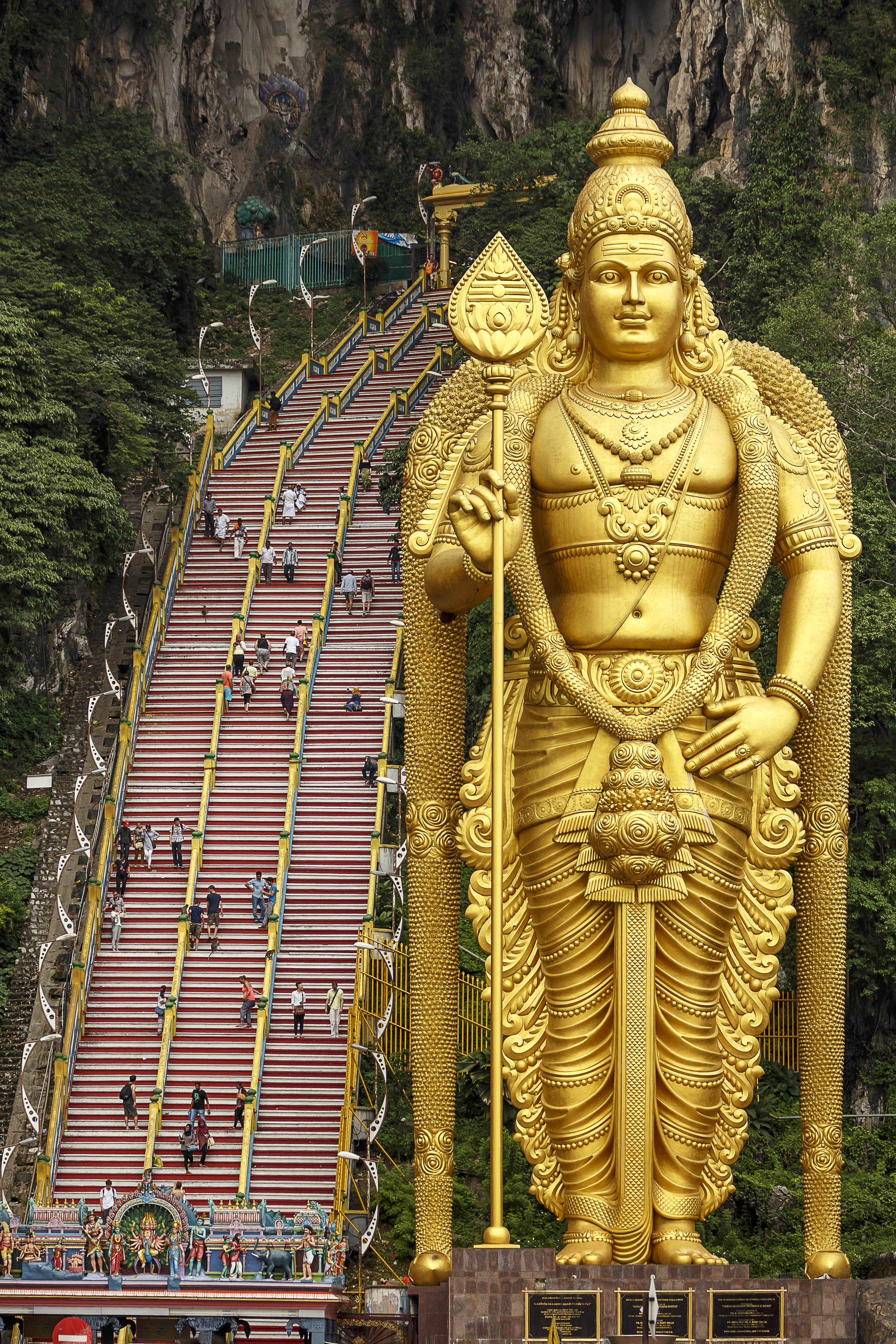
Staty av Karttikeya framför Batugrottorna i distriktet Gombak i Malaysia.

Karttikeya är en stridsgud i indisk mytologi, också känd som Skanda, son till Shiva och Parvati.
Karttikeya huvudsakliga uppgift är att bekämpa demoner, men han vördas på vissa orter också som fruktbarhetsgud. Karttikeya brukar gestaltas med sex armar och sex huvuden ridande på en påfågel.